# Rebecca Gomperts
Rebecca Gomperts (ur. 1966 w Paramaribo) – holenderska lekarka i działaczka feministyczna. Założycielka organizacji Women on Waves oraz Women on Web. Znana ze swoich działań na rzecz dostępu wszystkich kobiet do antykoncepcji, bezpiecznej aborcji i powszechnej edukacji seksualnej.

## Życiorys

### Dzieciństwo i młodość
Urodziła się w 1966 w Paramaribo w Surinamie. W wieku 3 lat przeprowadziła się do Holandii. Przez dłuższy czas mieszkała w portowym mieście Vlissingen. W połowie lat 80. zamieszkała Amsterdamie, gdzie studiowała jednocześnie medycynę i sztukę. Później zrezygnowała jednak z kariery artystycznej.

### Początki kariery
Po ukończeniu studiów medycznych rozpoczęła pracę jako lekarka. Pracowała m.in. w małym szpitalu w Gujanie, gdzie po raz pierwszy zetknęła się z kobietami, cierpiącymi na powikłania po nielegalnych aborcjach, choć nie zdawała sobie jeszcze sprawy, jaka była przyczyna tych dolegliwości. W latach 1997–98 uczestniczyła w rejsie należącego do Greenpeace statku Rainbow Warrior II, gdzie pełniła funkcję lekarki. Odwiedzając kraje w Ameryce Łacińskiej, w których aborcja jest zakazana lub znacznie utrudniona, poznawała historie różnych kobiet, cierpiących z powodu skutków niefachowo wykonanych terminacji ciąży. Wówczas po raz pierwszy zaczęła rozważać koncepcję pomocy takim kobietom, przy pomocy statku pływającego pod banderą holenderską, na którym obowiązywałoby prawo holenderskie. Aby móc legalnie zrealizować takie przedsięwzięcie, musiała stworzyć przenośną klinikę aborcyjną. Klinika ta powstała na podstawie projektu zaprzyjaźnionego z Gomperts artysty Joepa van Lieshouta.

### Kobiety na Falach
Rebecca Gomperts założyła organizację Women on Waves (Kobiety na Falach) w 1999. Jej celem była pomoc w farmakologicznych aborcjach, a także edukacja seksualna dla kobiet w krajach, w których dostęp do tych usług jest ograniczony. Organizacja stała się szczególnie znana ze sprzedaży pigułek aborcyjnych w mobilnym gabinecie na statku, na którym po wypłynięciu na pełne morze obowiązuje holenderskie prawo.

### Women on Web
Z czasem okazało się, że realizacja usług aborcyjnych przy pomocy statku często bywa utrudniona, a jednocześnie liczba kobiet proszących organizację o pomoc jest duża. Z tego powodu Gomperts zdecydowała o rozpoczęciu działalności przez internet. Dlatego w 2005 założyła organizację Women on Web (Kobiety w Sieci). Udziela ona porad kobietom oraz zajmuje się dystrybucją środków poronnych w rejony, gdzie nie są one dostępne.

## W kulturze
Działalność Rebekki Gomperts była tematem filmu dokumentalnego pt. „Vessel” z 2014 roku w reżyserii Diany Whitten. Ponadto Gomperts regularnie wykorzystuje media do popularyzacji swojej działalności.

### A-Portable
A-Portable to zaprojektowana przez Joepa van Lieshouta przy współpracy z Gomperts mobilna klinika. Jest to zmodernizowany kontener statkowy, pomalowany na kolor jasnoniebieski, z logami Women on the Waves po bokach. Wewnątrz znajduje się w pełni wyposażony gabinet ginekologiczny. A-Portable wykorzystywane jest na statkach, z których korzystają Kobiety na Falach. Oprócz pełnienia funkcji użytkowych jest także uznawane za dzieło sztuki i było prezentowane na licznych wystawach.

## Życie prywatne
Ma dwoje dzieci i mieszka w Amsterdamie.